# Doi martori

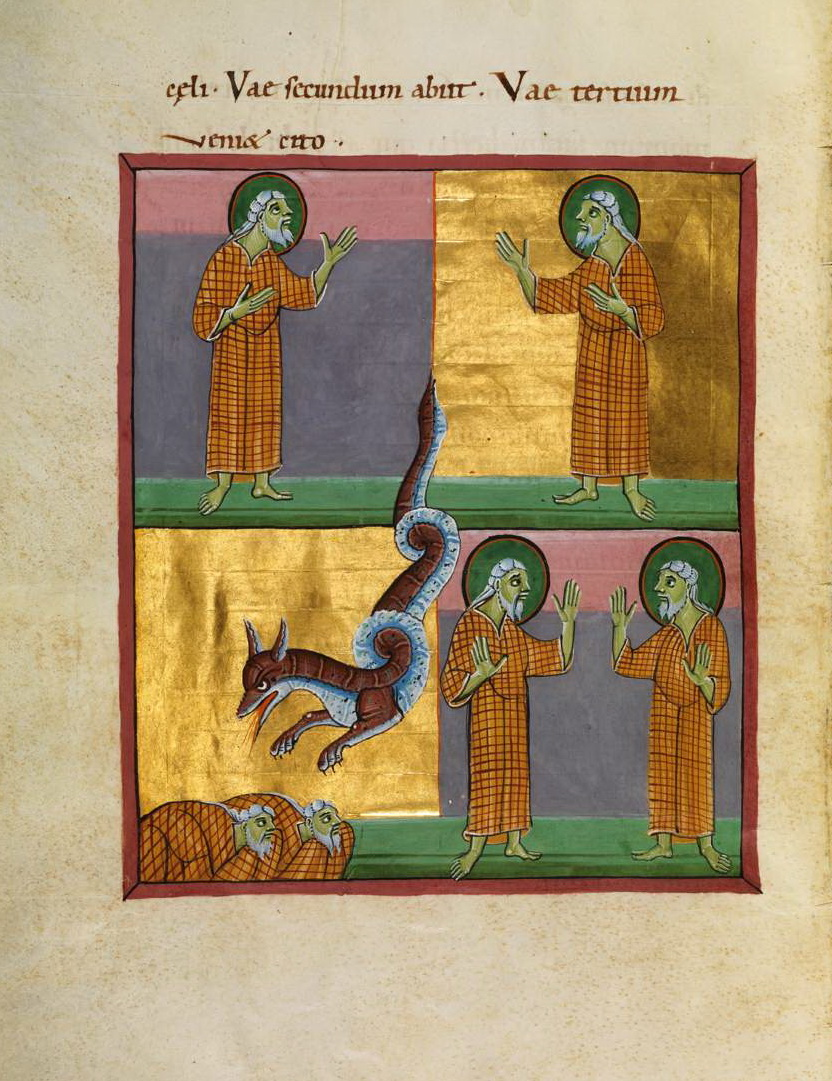

În creștinism, cei doi martori ai lui Dumnezeu sunt profeții care apar în viziunea lui Ioan din Patmos. Cei doi martori apar în timpul celei de-a doua nenorociri descrise în Cartea Apocalipsei 11:1-14. Ei sunt „îmbrăcați în sac” și vor profeți timp de 1260 de „zile” (42 de luni sau 3 ani și jumătate). Cei doi sunt descriși ca doi măslini și ca două sfeșnice care stau înaintea Domnului pământului. Ei vor avea mari puteri dar la sfârșitul perioadei lor de mărturie vor fi dați în mâinile Fiarei.
„Apoi mi-au dat o trestie, asemenea unui toiag, zicând: Scoală-te și măsoară templul lui Dumnezeu și altarul și pe cei ce se închină în el. Iar curtea cea din afară a templului, scoate-o din socoteală și n-o măsura, pentru că a fost dată neamurilor, care vor călca în picioare cetatea sfântă patruzeci și două de luni. Și voi da putere celor doi martori ai mei și vor prooroci, îmbrăcați în sac, o mie două sute și șaizeci de zile. Aceștia sunt cei doi măslini și cele două sfeșnice care stau înaintea Domnului pământului. Și dacă voiește cineva să-i vatăme, foc iese din gura lor și mistuiește pe vrăjmașii lor; și dacă ar voi cineva să-i vatăme, acela trebuie ucis. Aceștia au putere să închidă cerul, ca ploaia să nu plouă în zilele proorociei lor, și putere au peste ape să le schimbe în sânge și să bată pământul cu orice fel de urgie, ori de câte ori vor voi. Iar când vor isprăvi cu mărturia lor, fiara care se ridică din adânc va face război cu ei, și-i va birui și-i va omorî. Și trupurile lor vor zăcea pe ulițele cetății celei mari, care se cheamă, duhovnicește, Sodoma și Egipt, unde a fost răstignit și Domnul lor. Și din popoare, din seminții, din limbi și din neamuri vor privi la trupurile lor trei zile și jumătate și nu vor îngădui ca ele să fie puse în mormânt. Iar locuitorii de pe pământ se vor bucura de moartea lor și vor fi în veselie și își vor trimite daruri unul altuia, pentru că acești doi prooroci au chinuit pe locuitorii de pe pământ. Și după cele trei zile și jumătate, duh de viață de la Dumnezeu a intrat în ei și s-au ridicat pe picioarele lor și frică mare a căzut peste cei ce se uitau la ei. Și din cer au auzit glas puternic, zicându-le: Suiți-vă aici! Și s-au suit la cer, în nori, și au privit la ei dușmanii lor. Și în ceasul acela s-a făcut cutremur mare și a zecea parte din cetate s-a prăbușit și au pierit în cutremur șapte mii de oameni, iar ceilalți s-au înfricoșat și au dat slavă Dumnezeului cerului. A doua "nenorocire" a trecut; a treia "nenorocire", iată, vine degrabă.”—Cartea Apocalipsei 11:1-14